# Gare de Bièvres
Gare de Bièvres vasútállomás és RER állomás Franciaországban, Bièvres településen.

## Vasútvonalak
Az állomást az alábbi vasútvonalak érintik:
- Grande Ceinture line

## Kapcsolódó állomások
A vasútállomáshoz az alábbi állomások vannak a legközelebb:
- Gare de Vauboyen (Gare de Versailles-Chantiers, RER C, Line V)
- Gare d’Igny (Gare de Massy - Palaiseau, Line V)

## Lásd még
- Franciaország vasútállomásainak listája
- A RER állomásainak listája